# Сафонова, Евгения Глебовна
Евгения Глебовна Сафонова (род. 7 апреля 1982, Томск) — российский театральный режиссёр.

## Биография
В 2002 году поступила в Санкт-Петербургскую государственную академию театрального искусства (мастерская профессора Ю. М. Красовского). В 2007 году с отличием окончила СПбГАТИ (специальности «Режиссура театра» и «Актерское искусство»). Актёрской дипломной работой стала роль Любови Раневской («Вишневый сад» А. П. Чехова, режиссеры Ю. М. Красовский, Г. И. Филимонова). В 2007 году со спектаклем «Вишневый сад» принимала участие в IV международном театральном фестивале в Варшаве (исполнение роли Любови Раневской было отмечено призом за лучшую женскую роль). По окончании фестиваля получила приглашение поставить спектакль «Вишневый сад» в Варшавской театральной Академии (Teatr Collegium Nobilium).
С 2008 по 2010 год работала режиссером Александринского театра. Была ассистентом режиссера в спектакле «Ксения. История любви» Вадима Леванова (режиссер — Валерий Фокин, 2009). Участвовала в спектакле «Живой труп» Л. Н. Толстого (режиссер — Валерий Фокин).
В 2012 году принимала участие в Режиссерской лаборатории Линкольн-центра (Нью-Йорк).
В 2015 году прошла стажировку в рамках программы Internationales Forum театрального фестиваля Theatertreffen (Берлин).
Лауреат Санкт-Петербургской молодёжной театральной премии «Прорыв» в категории «Лучший молодой режиссёр» (2016).
Лауреат специального приза Высшей театральной премии Санкт-Петербурга «Золотой софит» (2018).
Лауреат Международной премии Станиславского в номинации «Перспектива» (2019).
Лауреат Национальной театральной премии «Золотая маска» в номинации «Лучшая работа художника в драматическом театре» (2020).

## Цитаты
- «Спектакль Евгении Сафоновой, краткий и насыщенный, выпадает из театральных начинаний последних лет. В нём нет привычной инфантильности и приблизительности. Рука, его рисовавшая, тверда, и рисунок потому чуть ли не геометрически правилен. Он может показаться скучным, напыщенным, заинтеллектуализированным. Отчасти потому, что зрители отвыкли от напряжения»[8] — Елена Горфункель о спектакле «Цари», 2010.
- «Режиссер просто и полноценно реализует в маленьком пространстве подвала „ОN. ТЕАТРА“ абсурдное, экзистенциальное пространство пьесы. Поражает высокоточная работа с текстом: начиная с комедии абсурда, режиссер с каждым сюжетным поворотом мощно и плотно вгоняет винты в „крышку гроба“ героев, усиливая состояние экзистенциального ужаса»[9] — Елена Строгалева о спектакле «Двое бедных румын, говорящих по-польски», 2012.
- «Перфекционистка, Сафонова медленно работает и долго, подробно, как сейчас не в чести, репетирует. Повестке дня, требующей сиюминутного результата здесь-и-сейчас, она противопоставляет нацеленность на постепенное прорастание, на исследование, поиск. Взнервленные, мускулисто-напряженные, не имеющие ничего общего с расхожими стереотипами о „женской режиссуре“, её спектакли неуживчивы и вызывающе самостоятельны. Вольно или невольно Сафонова с завидной последовательностью и жесткостью идет наперекор духу времени, работая на преодоление — и добиваясь, судя по хронологически последней работе, вполне впечатляющих результатов»[10] — Дмитрий Ренанский о спектакле «Братья», 2014.
- «Не усугубляя маньеристский ужас фантазмов писателя, режиссер вместе с чутко понявшими ее артистами проходит по грани: между красивостью „актуального“ в своем облике спектакля и хтонью, грозящей выплеснуться из-под внешней сдержанности формы»[11] — Кристина Матвиенко о спектакле «Мамлеев. Иное», 2016.
- «Евгения Сафонова выбирает миф, масштаб, размах, ритм, расчет, простор, структуру, геометрию, пафос („в хорошем смысле слова“, то бишь в первоначальном). В те дни, когда „классическим“ театром преспокойно называют утренник в Малом (даже если там не играют утренники), эта суровая молодая женщина не к месту напоминает, что „классический“ — это, прежде всего, древнегреческий»[12] — Лилия Шитенбург о спектакле «Медея», 2018.
- «Первая в России постановка Винфрида Георга Зебальда выглядит событием вполне этапным: один из ведущих режиссеров поколения 30-летних Евгения Сафонова нашла для его модернистской прозы на редкость точный сценический эквивалент»[13] — Дмитрий Ренанский о спектакле «Аустерлиц», 2019.
- «Своим потенциалом постоянного обновления проект Сафоновой напоминает то ли некоторые кинетические скульптуры, то ли музыку радикального минимализма — сочетание строго заданных внешних правил и постоянной внутренней изменчивости»[14] — Антон Светличный о сериале «Происшествия», 2020.
- «Евгения Сафонова – каждым новым спектаклем – ухитряется не развивать, но ломать свою, едва намеченную критическим пером, репутацию. <...> Однако – хотя Сафонова отказывает нам в удовольствии выделить ее фирменный стиль и раз и навсегда «вписать» его в пейзаж современного театра – почерк все же проступает, пусть и неявно»[15]. — Наталья Скороход о творческом пути режиссера, 2020.

## Ключевые режиссёрские работы
- 2010 — «Цари» Хулио Кортасара. Александринский театр, Санкт-Петербург[16].
- 2012 — «Двое бедных румын, говорящих по-польски» Дороты Масловской. Этюд-Театр, Санкт-Петербург.
- 2013 — «Язычники» Анны Яблонской. Театр юного зрителя, Томск.
- 2014—2015 — «Братья» по роману Ф. М. Достоевского «Братья Карамазовы». Театр «Приют комедианта», Санкт-Петербург[17].
- 2016 — «Мамлеев. Иное» по прозе Юрия Мамлеева. Камерный театр, Воронеж[18].
- 2017 — «Лицо Земли» по пьесе Аси Волошиной и Евгении Сафоновой. Театр юных зрителей имени А. А. Брянцева, Санкт-Петербург[19].
- 2018 — «Медея» по текстам Еврипида, Сенеки и Хайнера Мюллера. Театр имени Ленсовета, Санкт-Петербург[20].
- 2019 — «Аустерлиц» по роману В. Г. Зебальда. Большой драматический театр имени Г. А. Товстоногова, Санкт-Петербург[21]
- 2019 — «Пиковая дама. Игра» по мотивам повести А. С. Пушкина. Театр имени Ленсовета, Санкт-Петербург[22].
- 2020 — «Происшествия» по прозе Томаса Бернхарда (онлайн-сериал, совместно с Владимиром Ранневым, Михаилом Ивановым и Павлом Гордеевым). Большой драматический театр имени Г. А. Товстоногова, Санкт-Петербург[23].
- 2022 — «Бесчестье» по роману Джона Максвелла Кутзее. Большой драматический театр имени Г. А. Товстоногова, Санкт-Петербург[24]